# جام جهانی فوتبال زیر ۲۰ سال ۲۰۱۹
جام جهانی فوتبال زیر ۲۰ سال ۲۰۱۹ بیست و دومین دوره مسابقات جام جهانی فوتبال زیر ۲۰ سال است. این مسابقه که برای جوانان است هر دو سال یک بار برگزار می‌شود. این مسابقات تحت نظارت فدراسیون بین‌المللی فوتبال(FIFA) برای تیم‌های ملی زیر ۲۰ سال مردان جهان برگزار می‌شود. این مسابقات به میزبانی لهستان که تیم خود را نیز در این مسابقات دارد برگزار می‌شود و طبق گفته فدراسیون بین‌المللی فوتبال این مسابقات از ۲ تا ۲۵ خرداد ۱۳۹۸ برگزار می‌شود و بیست و چهار تیم برای قهرمانی جهان به میدان خواهند رفت.

## انتخاب میزبان
روند انتخاب میزبانی جام جهانی زیر ۲۰ سال ۲۰۱۹ و جام جهانی فوتبال زیر ۱۷ سال ۲۰۱۷ توسط فیفا در ماه ژوئن ۲۰۱۷ آغاز شد. یک عضو انجمن ممکن است برای هر دو مسابقات پیشنهاد دهد، اما آن‌ها به میزبان‌های مختلف اعطا می‌شود.

### کشورهای نامزد
دو کشور برای برگزاری مسابقات پیشنهادها رسمی ارائه دادند.
- هند[۳]
- لهستان[۴]

فیفا، لهستان را به عنوان میزبان پس از جلسه شورای فیفا در تاریخ ۱۶ مارس ۲۰۱۸ در بوگوتا، کلمبیا اعلام کرد.

## تیم‌های راه یافته
در مجموع ۲۴ تیم برای مسابقات نهایی واجد شرایط هستند. علاوه بر لهستان که به‌طور خودکار به عنوان میزبان واجد شرایط هست، ۲۳ تیم دیگر از شش رقابت قاره‌ای جداگانه برخوردار می‌باشند.
| کنفدراسیون                                | تورنمنت انتخابی                                      | تیم                 | تعداد حضور | حضور قبلی | بهترین عملکرد قبلی                                     |
| ----------------------------------------- | ---------------------------------------------------- | ------------------- | ---------- | --------- | ------------------------------------------------------ |
| ای‌اف‌سی (آسیا)                             | مسابقات قهرمانی آسیا زیر ۱۹ سال ۲۰۱۸                 | قطر                 | ۴          | ۲۰۱۵      | نایب‌قهرمان (۱۹۸۱)                                      |
| ای‌اف‌سی (آسیا)                             | مسابقات قهرمانی آسیا زیر ۱۹ سال ۲۰۱۸                 | ژاپن                | ۱۰         | ۲۰۱۷      | نایب‌قهرمان (۱۹۹۹)                                      |
| ای‌اف‌سی (آسیا)                             | مسابقات قهرمانی آسیا زیر ۱۹ سال ۲۰۱۸                 | کرهٔ جنوبی           | ۱۵         | ۲۰۱۷      | مقام چهارم (۱۹۸۳)                                      |
| ای‌اف‌سی (آسیا)                             | مسابقات قهرمانی آسیا زیر ۱۹ سال ۲۰۱۸                 | عربستان سعودی       | ۹          | ۲۰۱۷      | یک‌هشتم نهایی (۲۰۱۱، ۲۰۱۷)                              |
| سی‌ای‌اف (آفریقا)                           | جام ملت‌های آفریقا زیر ۲۰ سال ۲۰۱۹                    | سنگال               | ۳          | ۲۰۱۷      | مقام چهارم (۲۰۱۵)                                      |
| سی‌ای‌اف (آفریقا)                           | جام ملت‌های آفریقا زیر ۲۰ سال ۲۰۱۹                    | نیجریه              | ۱۲         | ۲۰۱۵      | نایب‌قهرمان (۱۹۸۹، ۲۰۰۵)                                |
| سی‌ای‌اف (آفریقا)                           | جام ملت‌های آفریقا زیر ۲۰ سال ۲۰۱۹                    | آفریقای جنوبی       | ۴          | ۲۰۱۷      | یک‌هشتم نهایی (۲۰۰۹)                                    |
| سی‌ای‌اف (آفریقا)                           | جام ملت‌های آفریقا زیر ۲۰ سال ۲۰۱۹                    | مالی                | ۷          | ۲۰۱۵      | مقام سوم (۱۹۹۹، ۲۰۱۵)                                  |
| کونکاکاف (مرکزی، آمریکای شمالی و کارائیب) | مسابقات قهرمانی کونکاکاف زیر ۲۰ سال ۲۰۱۸             | مکزیک               | ۱۶         | ۲۰۱۷      | نایب‌قهرمان (۱۹۷۷)                                      |
| کونکاکاف (مرکزی، آمریکای شمالی و کارائیب) | مسابقات قهرمانی کونکاکاف زیر ۲۰ سال ۲۰۱۸             | پاناما              | ۶          | ۲۰۱۵      | مرحله گروهی (۲۰۰۳، ۲۰۰۵، ۲۰۰۷، ۲۰۱۱، ۲۰۱۵)             |
| کونکاکاف (مرکزی، آمریکای شمالی و کارائیب) | مسابقات قهرمانی کونکاکاف زیر ۲۰ سال ۲۰۱۸             | ایالات متحده آمریکا | ۱۶         | ۲۰۱۷      | مقام چهارم (۱۹۸۹)                                      |
| کونکاکاف (مرکزی، آمریکای شمالی و کارائیب) | مسابقات قهرمانی کونکاکاف زیر ۲۰ سال ۲۰۱۸             | هندوراس             | ۸          | ۲۰۱۷      | مرحله گروهی (۱۹۷۷، ۱۹۹۵، ۱۹۹۹، ۲۰۰۵، ۲۰۰۹، ۲۰۱۵، ۲۰۱۷) |
| کونمبول (آمریکای جنوبی)                   | مسابقات فوتبال قهرمانی آمریکای جنوبی زیر ۲۰ سال ۲۰۱۹ | آرژانتین            | ۱۶         | ۲۰۱۷      | قهرمان (۱۹۷۹، ۱۹۹۵، ۱۹۹۷، ۲۰۰۱، ۲۰۰۵, ۲۰۰۷)            |
| کونمبول (آمریکای جنوبی)                   | مسابقات فوتبال قهرمانی آمریکای جنوبی زیر ۲۰ سال ۲۰۱۹ | اروگوئه             | ۱۵         | ۲۰۱۷      | نایب‌قهرمان (۱۹۹۷، ۲۰۱۳)                                |
| کونمبول (آمریکای جنوبی)                   | مسابقات فوتبال قهرمانی آمریکای جنوبی زیر ۲۰ سال ۲۰۱۹ | اکوادور             | ۴          | ۲۰۱۷      | یک‌هشتم نهایی (۲۰۰۱، ۲۰۱۱)                              |
| کونمبول (آمریکای جنوبی)                   | مسابقات فوتبال قهرمانی آمریکای جنوبی زیر ۲۰ سال ۲۰۱۹ | کلمبیا              | ۱۰         | ۲۰۱۵      | مقام سوم (۲۰۰۳)                                        |
| اواف‌سی (اقیانوسیه)                        | مسابقات فوتبال قهرمانی اقیانوسیه زیر ۱۹ سال ۲۰۱۸     | نیوزیلند            | ۶          | ۲۰۱۷      | یک‌هشتم نهایی (۲۰۱۵، ۲۰۱۷)                              |
| اواف‌سی (اقیانوسیه)                        | مسابقات فوتبال قهرمانی اقیانوسیه زیر ۱۹ سال ۲۰۱۸     | تاهیتی              | ۲          | ۲۰۰۹      | مرحله گروهی (۲۰۰۹)                                     |
| یوفا (اروپا)                              | کشور میزبان                                          | لهستان              | ۵          | ۲۰۰۷      | مقام سوم (۱۹۸۳)                                        |
| یوفا (اروپا)                              | مسابقات فوتبال قهرمانی اروپا زیر ۲۰ سال ۲۰۱۸         | ایتالیا             | ۷          | ۲۰۱۷      | مقام سوم (۲۰۱۷)                                        |
| یوفا (اروپا)                              | مسابقات فوتبال قهرمانی اروپا زیر ۲۰ سال ۲۰۱۸         | پرتغال              | ۱۲         | ۲۰۱۷      | قهرمان (۱۹۸۹، ۱۹۹۱)                                    |
| یوفا (اروپا)                              | مسابقات فوتبال قهرمانی اروپا زیر ۲۰ سال ۲۰۱۸         | اوکراین             | ۴          | ۲۰۱۵      | یک‌هشتم نهایی (۲۰۰۱، ۲۰۰۵، ۲۰۱۵)                        |
| یوفا (اروپا)                              | مسابقات فوتبال قهرمانی اروپا زیر ۲۰ سال ۲۰۱۸         | فرانسه              | ۷          | ۲۰۱۷      | قهرمان (۲۰۱۳)                                          |
| یوفا (اروپا)                              | مسابقات فوتبال قهرمانی اروپا زیر ۲۰ سال ۲۰۱۸         | نروژ                | ۳          | ۱۹۹۳      | مرحله گروهی (۱۹۸۹، ۱۹۹۳)                               |